# Classe Martadinata
La classe Martadinata est une classe de frégates de la Marine indonésienne dérivée de la classe Sigma conçue aux Pays-Bas. Cette classe est baptisée du nom de l'amiral indonésien Raden Eddy Martadinata. 
Ces frégates sont chacune construites à partir de six modules ou sections, quatre construits au chantier naval PT PALIndonesia à Surabaya, les deux autres aux chantiers navals Damen Schelde aux Pays-Bas. Actuellement, seules deux frégates de la classe ont été commandées. Toutefois, avec le départ à la retraite prévu des 6 frégates de la classe Ahmad Yani, on estime que d'autres frégates de la classe Martadinata seront commandées et construites.

## Histoire
Le KRI Raden Eddy Martadinata (331) a été commandé le 7 avril 2017 à Tanjung Priok, le port de Jakarta. 
Le deuxième bâtiment, le KRI I Gusti Ngurah Rai (332), a été livré le 30 octobre 2017. Le 2 novembre 2017, on signalait qu'il restait du travail à terminer en Indonésie et aux Pays-Bas avant que le navire ne soit opérationnel. On prévoyait également une période de formation d'environ 3 mois pour son équipage. La deuxième frégate a été mise en service le 10 janvier 2018.

## Navires de la classe
| Préfixe | Nom                    | N°  | Pose de la quille | Lancement         | Entrée en service | Statut |
| ------- | ---------------------- | --- | ----------------- | ----------------- | ----------------- | ------ |
| KRI     | Raden Eddy Martadinata | 331 | 16 avril 2014     | 18 janvier 2016   | 7 avril 2017      | actif  |
| KRI     | Gusti Ngurah Rai       | 332 | 18 janvier 2016   | 29 septembre 2016 | 10 janvier 2018   | actif  |

## Voir également
- Damen Schelde livre une deuxième et dernière frégate de missiles guidés à la marine indonésienne
- Classe Sigma (Les frégates de classe Martadinata sont basées sur cette conception)
- Classe Valour, Marine sud-africaine
- Classe La Fayette, Marine nationale française
- Classe Nansen, Marine royale norvégienne
- Type 054A, Armée de libération de la marine populaire
- Classe Gowind
- Classe Jose Rizal